# ألفارو ناتشينوفيتش
ألفارو ناتشينوفيتش (بالكرواتية: Alvaro Načinović)‏ مواليد 2 مارس 1966 في رييكا، جمهورية يوغوسلافيا الاشتراكية الاتحادية، هو لاعب كرة يد كرواتي معتزل تحول إلى التدريب بعد الاعتزال. شارك في دورة الألعاب الأولمبية الصيفية سنة 1988. حقق المركز الأول في بطولة العالم لكرة اليد للرجال ناشئين.

## الإنجازات
- بطولة يوغوسلافيا لكرة اليد (1)
- الدوري الكرواتي لكرة اليد (1)
- الكأس الأوروبية (كرة يد) 1991–92
- الدوري السلوفيني لكرة اليد (7)

## روابط خارجية
- ألفارو ناتشينوفيتش على موقع الاتحاد الأوروبي لكرة اليد (الإنجليزية)
- ألفارو ناتشينوفيتش على موقع أوليمبيديا (الإنجليزية)